# Dog Days Are Over
«Dog Days Are Over» — песня британской инди-рок-группы Florence and the Machine из их дебютного альбома Lungs (2009). Релиз песни изначально был запланирован на 24 ноября 2008 года на лейбле Moshi Moshi Records в Великобритании, в качестве второго сингла с альбома, но впоследствии был перенесён на 1 декабря 2008 года. Спустя день после даты запланированного релиза песня была выпущена в формате 7-дюймового сингла на лейбле IAMSOUND Records в США, а также стала доступна для скачивания. На обратной стороне песни располагается кавер-версия на композицию The Source «You Got the Love», которая впоследствии была включена в альбом и стала пятым синглом группы. Сингл попал в тридцатку лучших песен в Канаде, Ирландии, Великобритании и Соединённых Штатах.
Демоверсия песни вошла во второй диск делюкс-издания Lungs. Акустическая версия песни была исполнена вживую на фестивале BBC Radio 1 Big Weekend. Песня исполнялась на многих престижных музыкальных фестивалях 2008 — 2009 годов, включая Reading и Leeds. Группа также исполнила песню на церемонии награждения Mercury Prize 2009 года, а также на BBC Introducing.

## История и запись
«Dog Days Are Over» была записана без инструментов на студии «размера с сортир». Песня была вдохновлена гигантской текстовой инсталляцией под названием «Dog Days Are Over» швейцарского художника Уго Рондиноне, которую вокалистка Флоренс Уэлч наблюдала каждый день во время своих поездок на мотоцикле через Мост Ватерлоо. Песня была спродюсирована и сведена Джеймсом Фордом из Simian Mobile Disco и The Last Shadow Puppets, он продюсировал таких исполнителей, как Bloc Party и the Arctic Monkeys. Он также играет на пианино и гитаре на этом треке.
Уэлч написала песню совместно с Изабеллой Саммерс, которая также отмечена как сопродюсер песни и на этой композиции играет на пианино. Уэлч и Саммерс также играют на перкуссии на этой песни вместе с Чарли Хьюгаллом. В записи песни также приняли участие Том «Моли» Монджер на арфе, Брюс Уайт на альте, Эвертон Нельсон на скрипке, Кристофер Ллойд Хэйден на ударных и Роберт Акройд на гитаре. Джимми Робертсон принял активное участие в записи дебютного альбома группы Lungs, в том числе записал и смикшировал композицию «Dog Days».

## Переиздание 2010 года
Песня была переиздана для британского рынка 11 апреля 2010 года, вместе с новым музыкальным клипом. На вопрос, была ли необходимость снимать новое видео, она ответила: «Оригинальное видео было настолько дешёвым... оно было снято на видеокамеру в лесу с моим отцом и сэндвичами Marks & Spencer».

## Список композиций и форматы
Original 7-inch Vinyl/CD Single Promo
1. «Dog Days Are Over» – 4:10
2. «You’ve Got the Love» – 2:48

2010 Re-release 7-inch Vinyl
1. «Dog Days Are Over» – 4:10
2. «Dog Days Are Over» (Optimo Espacio Remix) - 6:43

2010 Digital Download Bundle
1. «Dog Days Are Over» - 4:10
2. «Dog Days Are Over» (Breakage Remix) - 4:48
3. «Dog Days Are Over» (Steve Pitron & Max Sanna Remix) - 6:43
4. «Dog Days Are Over» (Optimo Espacio Remix) - 6:43
5. «You’ve Got The Love» (Strings version, Live From The Union Chapel)

## Хит-парады и сертификация
| Хит-парад (2008–12)                          | Наивысшая позиция |
| -------------------------------------------- | ----------------- |
| Австралия (ARIA)                             | 47                |
| Бельгия/Фландрия (Ultratop 50)               | 21                |
| Бельгия/Валлония (Ultratip Bubbling Under)   | 47                |
| Канада (Billboard Canadian Hot 100)          | 19                |
| Ирландия (IRMA)                              | 6                 |
| Italy (FIMI)                                 | 83                |
| Новая Зеландия (Recorded Music NZ)           | 27                |
| Шотландия (OCC Scotland)                     | 16                |
| Великобритания (OCC UK Singles)              | 23                |
| США (Billboard Hot 100)                      | 21                |
| США (Billboard Adult Alternative Songs)      | 1                 |
| США (Billboard Adult Pop Airplay)            | 11                |
| США (Billboard Alternative Airplay)          | 8                 |
| США (Billboard Dance Club Songs)             | 4                 |
| США (Billboard Hot Rock & Alternative Songs) | 9                 |

| Хит-парад (2010)                       | Позиция |
| -------------------------------------- | ------- |
| UK Singles (Official Charts Company)   | 93      |
| Хит-парад (2011)                       | Позиция |
| US Adult Alternative Songs (Billboard) | 4       |
| US Adult Top 40 (Billboard)            | 47      |
| US Alternative Songs (Billboard)       | 35      |
| US Hot Rock Songs (Billboard)          | 15      |

| Регион | Сертификация  | Продажи   |
| --- | ------------- | --------- |
| Австралия (ARIA) | 2× Платиновый | 140 000^  |
| Италия (FIMI) | Платиновый    | 50 000    |
| Новая Зеландия (RMNZ) | 4× Платиновый | 120 000   |
| Великобритания (BPI) | 4× Платиновый | 2 400 000 |
| США (RIAA) | 4× Платиновый | 3,151,000 |
| * Данные о продажах приведены только на основе сертификации. · ^ Данные о тиражах приведены только на основе сертификации. · Данные о продажах + прослушиваниях приведены только на основе сертификации. |               |           |